# اعشاصه (فجیره)
اعشاصه (در عربی:  أعَشاصَة ) روستای کوچکی از توابع شهر دبا الفجیره در نوار ساحلی کرانهٔ دریای عمان از توابع امارت فجیره از امارات هفتگانه دولت امارات متحده عربی و در شبه جزیره عربستان واقع شده‌است.

## جمعیت
جمعیت آن ۷۴ نفر (۶ خانوار) می‌باشند که از اهل سنت و مالکی مذهب هستند.

## محدودهٔ اعشاصه
از شمال الغرفه، از جنوب صمبرید، از مغرب عکامیه و از سمت مشرق به مهلب محدود می‌گردد.